# 陌生人 (1946年電影)
《陌生人》（英語：The Stranger），是一部1946年的美国黑色电影，导演是奥森·威尔斯，威尔斯、爱德华·罗宾逊、洛丽泰·杨主演的。影片剧本由Victor Trivas写作，曾获奥斯卡提名。山姆·史匹格擔任制片，Bronisław Kaper配乐，雷电华电影公司出品。据信它是二战后提到集中营的首部电影。

## 劇情
影片讲述侦探威尔森到哈伯镇来追捕纳粹逃犯弗朗茨·金德勒，金德勒化名兰金，与最高法院法官的女儿玛丽结了婚。威尔森放出了金德勒过去的合作者梅尼基来追踪他，但梅尼基在见到金德勒后被后者所杀。威尔森意识到兰金的疑点，但苦于无法证明，玛丽的狗瑞德因为发现了梅尼基埋尸之处而被毒杀。兰金的行为终于引起太太玛丽的怀疑，但她不敢接受事实。最后她登上教堂钟楼之顶欲亲手结果其夫，威尔森随后赶到，金德勒在逃跑过程中身亡。

## 演員
- 愛德華·羅賓遜 飾 Mr. Wilson
- 洛麗泰·楊 飾 Mary Longstreet Rankin
- 奧遜·威爾斯 飾 Franz Kindler
- Philip Merivale（英语：Philip Merivale） 飾 Judge Adam Longstreet
- 理查德·隆恩（英语：Richard Long (actor)） 飾 Noah Longstreet
- Konstantin Shayne（英语：Konstantin Shayne） 飾 Konrad Meinike
- Byron Keith（英语：Byron Keith） 飾 Dr. Jeffrey Lawrence
- Billy House（英语：Billy House） 飾 Mr. Potter
- 瑪莎·溫特沃思（英语：Martha Wentworth） 飾 Sara
- Isabel O'Madigan 飾 Mrs. Lawrence
- Pietro Sosso 飾 Mr. Peabody
- Erskine Sanford（英语：Erskine Sanford） 飾 派對貴賓
- Brother Theodore（英语：Brother Theodore） 飾 Farbright（沒有出現在公映版）

## 外部連結
- 互联网电影数据库（IMDb）上《陌生人》的资料（英文）
- 豆瓣电影上《陌生人》的資料 （简体中文）
- 1946年《陌生人》影像檔案（英文）
- 電影《陌生人》The Stranger(1946) 中文簡介